# Хосе Гутьєррес (яхтсмен)
Хосе Гутьєррес (ісп. José Gutiérrez, 12 жовтня 1992) — венесуельський яхтсмен.
Учасник Олімпійських Ігор 2016 року.